# Torção (gastrópode)
Torção da concha é um processo de alteração morfológica que ocorre durante a fase larval dos membros da classe Gastropoda (os gastrópodes), do filo Mollusca durante a qual os músculos retractores do pé que envolvem a massa visceral sofrem uma torção de 180º trazendo a massa visceral para a região anterior à cabeça.

## Descrição
Durante a torção, o manto e a cavidade paleal giram 180º no sentido anti-horário, colocando o ânus literalmente sobre a cabeça do animal. Em consequência, os produtos dos sistemas digestivo, excretor e reprodutor são libertados atrás da cabeça do animal, o que levou a modificações morfológicas para evitar a sua ingestão.
O aparecimento da torção permite uma melhor protecção do animal, pois a cabeça é recolhida para o interior da concha antes do pé.